# Cerros del Guaycurú
Die Cerros del Guaycurú ist eine Gruppe von Hügeln in Uruguay.
Sie befinden sich im nördlichen Gebiet des Departamentos San José, sind aber nicht der Cuchilla de Guaycurú zugehörig. Die als rau beschriebenen Erhebungen werden vom Arroyo del Guaycurú, dem Arroyo del Mahoma und dem Río San José eingefasst. Jedenfalls zu Beginn des 20. Jahrhunderts soll es dort umfangreiche Wildvorkommen gegeben haben.